# Rachel Crandall Crocker
Rachel Crandall Crocker (* 1958 Michigan, USA) je americká psychoterapeutka a transgender aktivistka, zakladatelka a organizátorka Mezinárodního dne transgender viditelnosti.

## Život a aktivismus
Narodila se v roce 1958 jako muž do běžné středostavovské michiganské rodiny, otec byl certifikovaný účetní (CPA) a matka zůstávala v domácnosti s dětmi. Podle vlastního vyjádření už ve 4 letech věděla, že s jejím genderem není něco v pořádku. Když rodičům v 60. letech řekla, že je dívka, vyvolalo to u nich zděšení. Následujících 38 let tedy prožila jako muž, aby vychověla společenským očekáváním. Vystudovala školu a stala se registrovanou sociální pracovnicí, vdala se a usadila v obci Okemos. Od roku 1985 se věnovala sociální práci, stala se členkou Národní asociace sociálních pracovníků (NASW).
Když však byla o samotě, převlékala se za ženu. Později objevila jednu transgender organizaci a v roce 1994 provedla opětovný coming out vůči rodičům i manželce, jejich vztah se však rozpadl a následně přišla i o práci, dostala se až na dno a uvažovala o sebevraždě. Ačkoli v té době nebylo snadné zajistit hormonální léčbu a zjistit postupy pro legální změnu jména, podařilo se jí najít potřebnou pomoc a prošla tranzicí. V té době se začala dobrovolnicky angažovat v už zmíněné organizaci trans lidí. Zorganizovala skupinu na Michiganské státní univerzitě, založila internetové stránky a v roce 1997 také spolu se svojí manželkou Susan Crocker organizaci Transgender Michigan, která začala nabízet různé služby trans komunitě. Stala se také licencovanou psychoterapeutkou, aby mohla poskytovat poradenství lidem v tranzici i jejich rodičům, učitelům a okolí. Jí vedená linka pomoci se stala první transgender helplinkou v USA. V srpnu 2008 obdržela místní ocenění Liberty Bell Award, a to jako historicky druhá LGBT osoba a první transgender.
V roce 2009 založila Den transgender viditelnosti (31. březen), který se rozšířil do mezinárodních rozměrů. Podle vlastního vyjádření byla její motivací nespokojenost s tím, že dosud jediným dnem trans komunity byl od roku 1999 poněkud depresivní Transgender Day of Remembrance (20. listopad), připomínající oběti vražd motivovaných transfobií. Březnové datum vybrala proto, aby se nekrylo ani s listopadovým dnem, ani s červnovým měsícem hrdosti. V březnu 2019 uspořádala u příležitosti 10. výročí dne shromáždění před michiganským kapitolem v hlavním městě Lansingu.
Když chtěl prezident Donald Trump zakázat transgender lidem službu v armádě, Crandall Crocker v červenci 2017 vystoupila na protestním shromáždění v Royal Oak. V srpnu téhož roku oslavila 20. výročí založení Transgender Michigan.
Rachel Crandall Crocker trpí Touretteovým syndromem.